# Felügyelő életveszélyben
A Felügyelő életveszélyben (eredeti cím: A Shot in the Dark) 1964-es amerikai–angol bűnügyi filmparódia. A Rózsaszín párduc filmsorozat része. A film Marcel Achard francia író L'Idiote című színdarabjának adaptációja. Rendezője Blake Edwards, aki részt vett a forgatókönyvírásban és a produceri munkálatokban is. Főszereplői Peter Sellers és Elke Sommer. Az Egyesült Államokban 1964. június 23-án, Nagy-Britanniában 1965. január 28-án, Magyarországon pedig 1973. november 22-én mutatták be.

## Cselekmény
|  | Alább a cselekmény részletei következnek! |

Éjszaka egy nagy ház cselédszobájában több férfi és nő egymástól nagyrészt függetlenül mozog ide-oda: lopakodva mászkálnak fel és le; bemennek a szobákba és távoznak onnan; elbújnak egymás elől, és kémkednek egymás után. Aztán lövések hallatszanak.
Ez Benjamin Ballon (George Sanders) milliomos vidéki háza, és Clouseau felügyelőt (Peter Sellers), a francia nemzeti rendőrség munkatársát hívják oda, hogy kivizsgálja a sofőr, Miguel Ostos meggyilkolását, aki viszonyt folytatott az egyik szobalánnyal, Maria Gambrellivel (Elke Sommer), aki megtámadta és megölte a hálószobájában, miután az szakított vele. Miguelt ott lőtték le, és Maria kezében találták meg a füstölgő pisztolyt, de állítása szerint nem tudta, hogyan került oda, mivel azt állítja, hogy a sötétben támadás érte, és utána eszméletlen volt. Minden jel arra mutat, hogy Maria a gyilkos, de Clouseau meg van győződve a lány ártatlanságáról, mert azonnal vonzódik hozzá. Dreyfus rendőrfőnök (Herbert Lom) eltávolíttatja Clouseau-t, amikor rájön, hogy véletlenül egy nagy horderejű ügyre osztotta be, és személyesen veszi át a nyomozás irányítását.
Clouseau lehangoltan hazatér. Kora reggel arra ébred, hogy egy kínai bérgyilkos merényletet követ el ellene. Amikor megszólal a telefon, az élet-halál harc megszűnik, és kiderül, hogy támadója az inasa, Kato (Burt Kwouk). Clouseau, hogy éberen tartsa érzékeit, arra utasította Katót, hogy akkor támadjon rá, amikor a legkevésbé számít rá. A felügyelőt visszahelyezik a Ballon-ügyre, és azonnal elrendeli Maria Gambrelli szabadon bocsátását a börtönből, mivel meg van győződve arról, hogy a nő fedezi a valódi gyilkost, aki Clouseau gyanúja szerint maga Ballon.
A Ballon-személyzet további gyilkosságsorozata következik. A bizonyítékok minden alkalommal Maria ellen szólnak, akit folyamatosan letartóztatnak, hogy aztán Clouseau ismét szabadon engedje, annak ellenére, hogy egyre több gyilkossági gyanú merül fel ellene. Clouseau tettei kínos helyzetbe hozzák a Nemzeti Rendőrséget a sajtóban, de Dreyfus rendőrfőnök nem tudja levenni az ügyről, mert Ballon politikai befolyást gyakorol rá, hogy az unortodox és látszólag hozzá nem értő, kétbalkezes nyomozót továbbra is a nyomozáshoz rendelje. Ahogy Clouseau továbbra is több alkalommal elszúrja az ügyet, Dreyfus rendőrfőnök egyre inkább kiborul, és idegösszeomlást kap, ami téveszmés pszichotikussá teszi. Clouseau-t üldözi, hogy meggyilkolja, de ehelyett véletlenül megöl egy sor ártatlan járókelőt, és ezzel tovább növeli az ügy hírnevét.
Amikor Clouseau szembeszáll a Ballon házaspárral, hogy megpróbálja rávenni a gyilkost a leleplezésre, kiderül, hogy mindenki részt vett a gyilkosságokban – mindegyikük megölt legalább egy korábbi áldozatot szenvedélyes bűncselekmények és/vagy későbbi zsarolási kísérletek miatt –, „kivéve” Mariát, aki ártatlan minden bűncselekményben. Ballon végül elárulja, hogy a felesége megpróbálta lelőni Mariát, mert azt hitte, hogy rajtakapja őket a pásztorórájukon, de véletlenül Miguelt lőtte le. Ballon a szekrényben rejtőzött el, miközben a lövöldözés történt, és a szekrény ajtajának kilincsével leütötte Mariát, majd a felesége védelmében a lány kezébe nyomta a fegyvert.
Eközben hatalmas veszekedés tör ki a munkaadók és a személyzet között, a villanyt lekapcsolják (ezt Clouseau az asszisztensével egyeztette), és a bűnösök megragadják az alkalmat, hogy Clouseau autójába pattanjanak és elmeneküljenek. Mindannyian meghalnak, amikor a kocsi megsemmisül egy bombától, amelyet Dreyfus rendőrfőnök helyezett el egy újabb, Clouseau megölésére irányuló kísérlet során. Az „eredmény” láttán Dreyfus állatias dühbe gurul, és Clouseau asszisztense elviszi.
Végül Clouseau és Maria hosszú és szenvedélyes csókkal ünneplik a lány tisztázását – amit Kato újabb alattomos támadása gyorsan megszakít.
Ki volt a gyilkos?
Ez a kérdés a film végéig nyitva marad, mivel úgy tűnik, hogy a Ballon-házban mindenkinek van egy sötét titka. Ha azonban a nyitójelenetet jól megnézzük, Madame Ballon az utolsó személy, aki belép Maria Gambrelli szobájába, mielőtt a lövések eldördülnek. Ez indok arra is, hogy miért próbálja Monsieur Ballon Clouseau alkalmazásával akadályozni a nyomozást.
|  | Itt a vége a cselekmény részletezésének! |

## Szereplők
| Szerep                                       | Színész        | Magyar hangja (1. szinkron, 1979) | Magyar hangja (2. szinkron) |
| -------------------------------------------- | -------------- | --------------------------------- | --------------------------- |
| Jacques Clouseau felügyelő                   | Peter Sellers  | Gelley Kornél                     | Háda János                  |
| Charles Dreyfus főfelügyelő, Clouseau főnöke | Herbert Lom    | Verebes Károly                    | Bolla Róbert                |
| Benjamin Ballon                              | George Sanders | Velenczey István                  | Uri István                  |
| Dominique Ballon                             | Tracy Reed     | Tóth Judit                        | Orosz Helga                 |
| Maria Gambrelli, szobalány                   | Elke Sommer    | Andai Györgyi                     | Hirling Judit               |
| Simone                                       | Moira Redmond  | Frajt Edit                        | N/A                         |
| Madame LaFarge                               | Vanda Godsell  | Dallos Szilvia                    | Sáfár Anikó                 |
| Cato Fong, Clouseau inasa                    | Burt Kwouk     | N/A                               | N/A                         |

## Egyéb adatok
- A filmet 2006-ban minden idők 50 legjobb vígjátéka közé választották.
- Sophia Lorennek szánták Maria Gambrelli szerepét, aki nem tudta elvállalni.
- Maria Gambrelli mint szereplő ebben a részben tűnik fel először. Szerepelt még az 1993-as A rózsaszín párduc fia filmben is.

## Fordítás
- Ez a szócikk részben vagy egészben  az   A Shot in the Dark (1964 film) című angol Wikipédia-szócikk fordításán alapul.  Az eredeti cikk szerkesztőit annak laptörténete sorolja fel. Ez a jelzés csupán a megfogalmazás eredetét és a szerzői jogokat jelzi, nem szolgál a cikkben szereplő információk forrásmegjelöléseként.
- Ez a szócikk részben vagy egészben  az   Ein Schuß im Dunkeln című német Wikipédia-szócikk fordításán alapul.  Az eredeti cikk szerkesztőit annak laptörténete sorolja fel. Ez a jelzés csupán a megfogalmazás eredetét és a szerzői jogokat jelzi, nem szolgál a cikkben szereplő információk forrásmegjelöléseként.